# Palazzo imperiale romano di Tessalonica

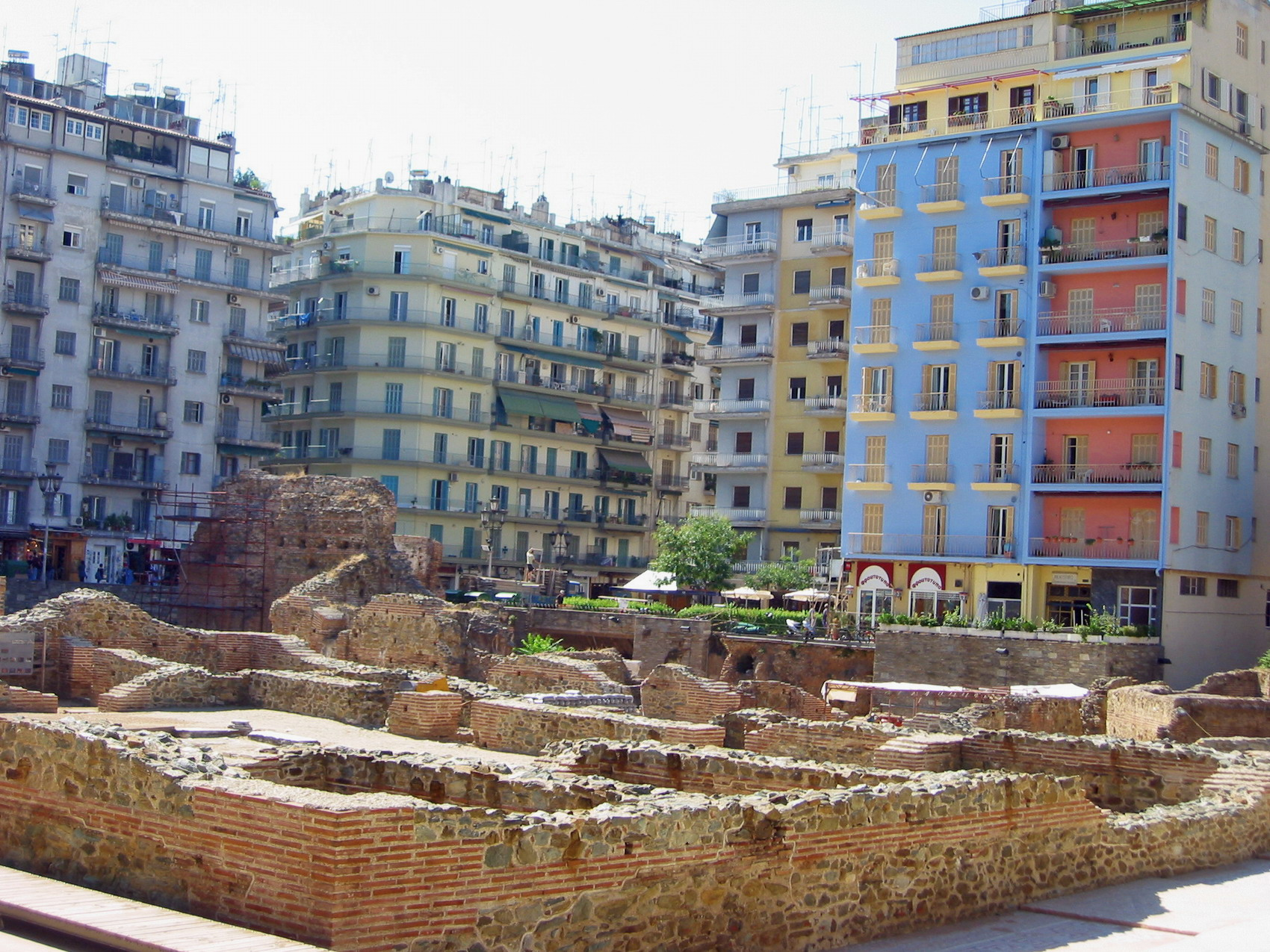
Il palazzo imperiale di Tessalonica di piazza Navarinou dell'epoca dell'imperatore Galerio.

Il palazzo imperiale romano di Tessalonica era un'antica struttura costruita al tempo del Cesare Galerio (dopo il 298/299 circa) quando fece di Tessalonica la sua seconda capitale dell'Illirico insieme a Sirmium.

## Storia
Con l'instaurazione del governo tetrarchico voluto da Diocleziano, a partire dal 298/299 circa, il Cesare per l'Oriente, Galerio, che aveva inizialmente scelto come sua capitale Sirmium (di fronte al limes danubiano), decise di utilizzare anche Tessalonica, quale sua seconda sede, vista la sua favorevole posizione sul mare Egeo (similmente a quanto aveva fatto in Occidente Massimiano, scegliendo sia Mediolanum, sia Aquileia sul mare). Galerio decise così di abbellire la città con vari monumenti a partire dall'arco trionfale, fatto costruire nel 299, in seguito ai successi ottenuti contro i Sasanidi degli anni 293-298. Egli aggiunse infine alla città una nuova zecca imperiale.

## Archeologia del palazzo
Il palazzo imperiale romano di Tessalonica, sulla base delle indagini archeologiche, degli indizi topografici e toponomastici, è da collocarsi nella parte sud-est dell'antica città, adiacente al circus (ad est), all'arco di Galerio (a nord) ed alla tomba di Galerio (sempre a nord dell'area archeologica del palazzo). Le imponenti murature del Palazzo imperiale sono state rinvenute nei pressi della Piazza Navarinou. Galerio stabilì così la sua residenza imperiale a partire dal 299, prima come Cesare poi come Augusto dal 308/309 fino ad almeno il 311 quando morì.
La pianta del palazzo imperiale di Galerio non è del tutto chiara. Fu recuperata in mezzo a costruzioni residenziali moderne. All'interno del complesso emerge una struttura ottagonale che si trovava al centro di una struttura quadrangolare con ambienti raccordati alla stessa. In ogni lato dell'ottagono vi era una nicchia (maggiore quella del lato finale), salvo in quella dove era presente la porta d'ingresso alla struttura, ai cui lati vi erano poi due scale per accedere al piano superiore. A copertura della struttura vi era poi una cupola, oggi crollata. Il pavimento, inizialmente a mosaico, fu poi ricoperto da opus sectile in marmo. Le pareti erano anch'esse di marmo con capitelli scolpiti a forma di divinità pagane.
L'ottagono si apriva poi, nella sua parte meridionale, in un vestibolo a due absidi (una verso ovest e l'altra verso est). Qui fu rinvenuto un frammento di arco con due ritratti clipeati di Galerio e di Tiche (personificazione della fortuna dell'Imperator). A nord del complesso ottagonale vi era un ampio cortile porticato, attorno al quale sembra vi fossero tre gruppi di ambienti che sembra appartenessero all'abitazione vera e propria dell'Imperatore. Qui vi erano poi fontane e ninfei. Ad est della struttura appena descritta sopra vi era poi un lungo edificio con lesene interne, quattro vani e cisterne sotto il livello della base. Ancora più ad est, vi era una struttura basilicale a tre navate ed un'abside finale, che comunicava con l'adiacente circus. Ancora più a nord, invece, la struttura del palatium imperiale si collegava all'arco trionfale di Galerio ed alla struttura ottagonale sepolcrale, oggi chiesa di San Giorgio.

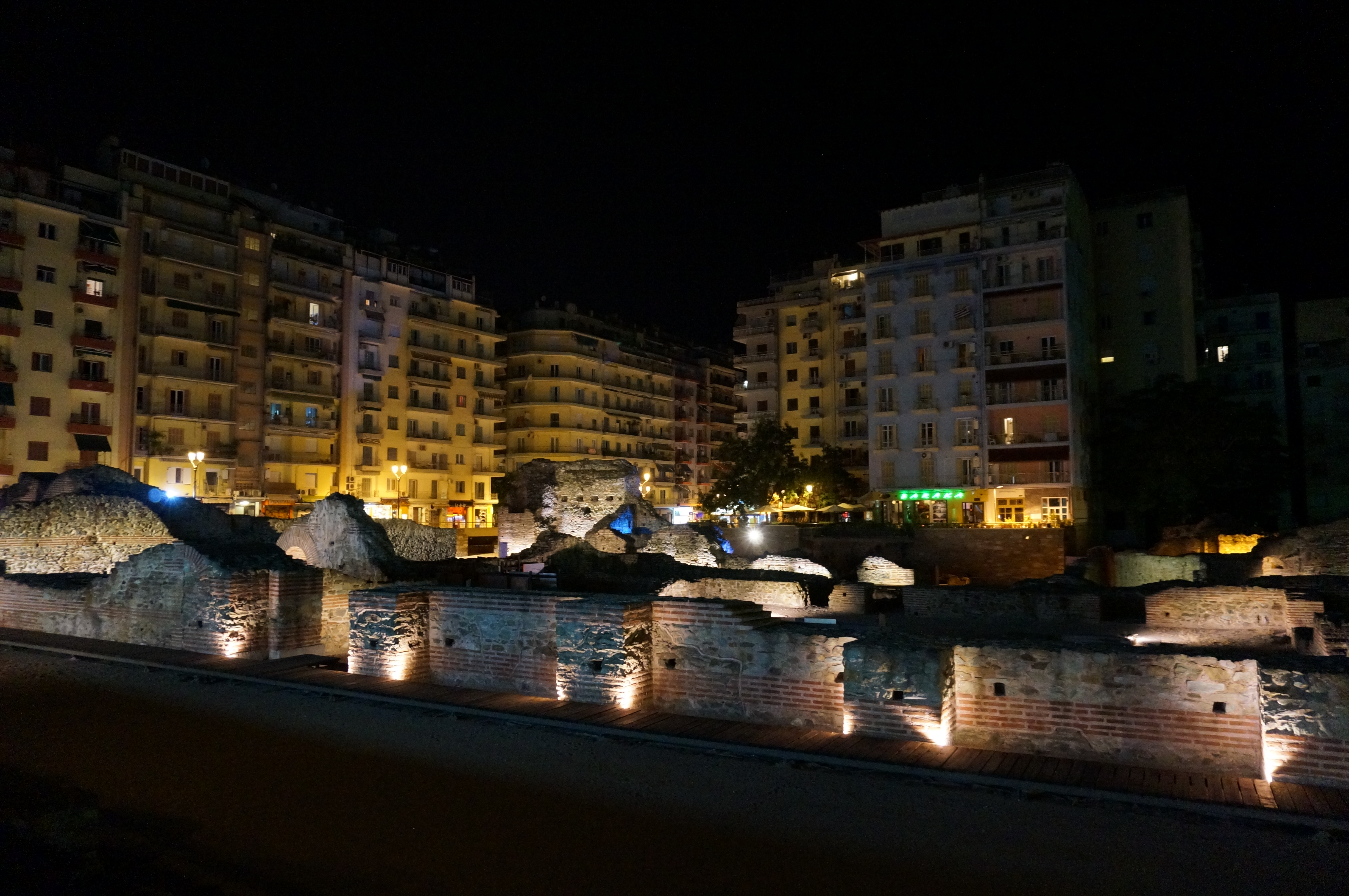